# Elettridi

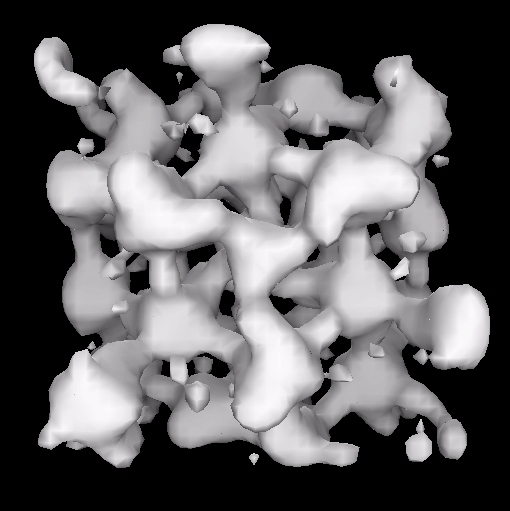
Cavità e canali in un elettride

Un elettride è un composto ionico in cui l'anione è un elettrone, ad esempio soluzioni di metalli alcalini in ammoniaca sono sali elettridi. Nel caso del sodio, queste soluzioni consistono in [Na(NH3)6]+ e elettroni solvatati:
```
Na  +  6 NH
3
  →   [Na(NH
3
)
6
]
+
,e
−
```

Il catione [Na(NH3)6]+ è un complesso di coordinazione ottaedrico.

## Sali solidi
L'addizione di un complesso come l'etere corona o il 2,2,2-criptando a una soluzione di [Na(NH3)6]+e− genera [Na(crown ether)]+e− o [Na(2,2,2-crypt)]+e−. 
L'evaporazione di queste soluzioni dà origine a sali paramagnetici blu scuri con la formula [Na(2,2,2-crypt)]+e−.
Le proprietà di questi sali sono state dettagliatamente analizzate dalla chimica sperimentale, di cui sono un notevole campo di interesse.
La maggior parte dei sali elettridi solidi si decompongono sopra i 240 K, sebbene [Ca24Al28O64]4+(e−)4 sia stabile a temperatura ambiente. In questi sali, gli elettroni sono delocalizzati tra i cationi, e sono paramagnetici e isolanti di Mott.

## Reattività
Le soluzioni di sali elettridi sono potenti agenti riducenti, come è dimostrato dal loro uso nella riduzione di Birch. 
L'evaporazione di queste soluzioni blu genera uno specchio di Na. Tali soluzioni perdono lentamente il loro colore riduce l'ammoniaca:
[Na(NH3)6]+e− + NH3 → NaNH2 + H2

## Elementi ad alta pressione
Prove teoriche sostengono il comportamento degli elettridi nell'isolare forme ad alta pressione di potassio, sodio e litio.
L'elettrone isolato è stabilizzato da un efficiente impacchettamento che riduce l'entalpia sotto pressione esterna. L'elettride è identificato da un massimo nella funzione di localizzazione degli elettroni (ELF) che distingue l'elettride dalla metalizzazione indotta dalla pressione. Le fasi degli elettridi sono di solito semiconduttori o molto poco conduttori.